# Leptodactylus fallax
Leptodactylus fallax is een kikker uit de familie fluitkikkers (Leptodactylidae). De soort werd voor het eerst wetenschappelijk beschreven door Lorenz Müller in 1926. Oorspronkelijk werd de wetenschappelijke naam Leptodactylus dominicensis gebruikt.

## Uiterlijke kenmerken
De fluitkikker is een van de grootste kikkers ter wereld. Volwassen vrouwtjes kunnen een lichaamslengte bereiken tot 21 centimeter. De lichaamskleur is bruin, de bovenzijde is voorzien van donkere vlekken en strepen. De buikzijde is lichter tot geelwit van kleur.

## Verspreiding en habitat
Leptodactylus fallax komt voor in delen van Zuid-Amerika en leeft op de Caribische eilanden Montserrat en Dominica. De fluitkikker kwam vroeger op meerdere eilanden in het Caribisch gebied voor. Door een vulkaanuitbarsting op Montserrat in de jaren negentig verloor de kikker een groot deel van zijn leefgebied. Door de introductie van dieren als katten, opossums, honden en varkens die de kikkers ook eten wordt de populatie op Dominica aangetast.

## Bedreiging en bescherming
De populatiegroottes zijn de laatste tien jaar drastisch gedaald waardoor de soort bedreigd wordt. In 2004 waren er naar schatting nog maar zo'n 8.000 exemplaren door jacht op de kikker vanwege zijn gewilde vlees. Ook de besmettelijke schimmelziekte Batrachochytrium dendrobatidis heeft vele populaties gedecimeerd.
Het werd duidelijk dat er iets gedaan moest worden voor de conservatie van Leptodactylus fallax. In juli 1999 werden zes mannetjes en drie vrouwtjes overgebracht naar het Durrell Wildlife Park op het eiland Jersey. Later werden er nog kikkers overgebracht en het kweekprogramma werd al snel een succes, mocht de kikker in het wild uitsterven dan zou deze later altijd nog opnieuw uitgezet kunnen worden. De jacht op en het verhandelen van de kikker zijn sinds 2003 strikt verboden.